# Oukuriella erikae
Oukuriella erikae är en tvåvingeart som först beskrevs av Reiff 2000.  Oukuriella erikae ingår i släktet Oukuriella och familjen fjädermyggor. Inga underarter finns listade i Catalogue of Life.